# 阳台山 (北京)

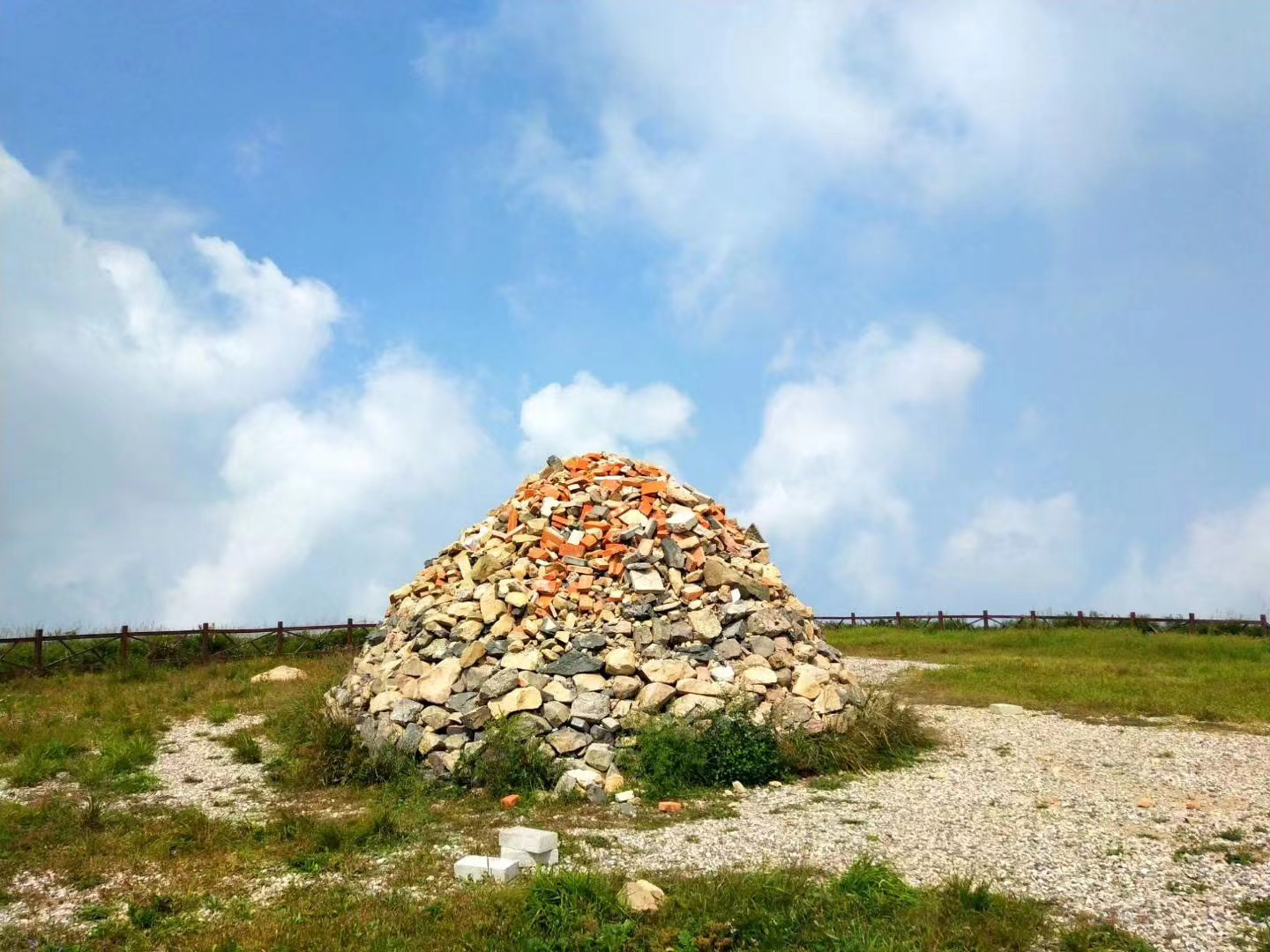
玛尼堆

阳台山位于海淀区西北部的苏家坨地区（原属北安河乡）境内，毗邻鹫峰、妙峰山、凤凰岭。主峰海拔1276米，是海淀区的最高点。山顶有经典标记玛尼堆。山脚下设有以法国医生贝熙业为主题的红色教育基地贝家花园。